# 一號鎮區 (阿肯色州本頓縣)
一號鎮區（英語：Township 1）是位於美國阿肯色州本頓縣的一個鎮區。根據2010年美國人口普查，該地共人口13223人，而該地的面積約為339.20平方千米。

## 地理
一號鎮區的座標為36°25′08″N 93°58′23″W / 36.41889°N 93.97306°W，而該地最高點為海拔高度420米（即1380英尺）。